# تيم والتون
تيم والتون (8 نوفمبر 1972 في المملكة المتحدة - ) (بالإنجليزية: Tim Walton)‏ هو لاعب كريكت نيوزلندي. لعب مع Cambridgeshire County Cricket Club ‏ ونادي مقاطعة ساسكس للكريكت ‏ ونادي مقاطعة نورثامبتونشير للكريكت ‏ وفريق كانتربري للكريكت ‏.

## وصلات خارجية
- تيم والتون على موقع إي آس بي آن كريك إنفو (الإنجليزية)